# Technomyrmex
Technomyrmex is een geslacht van vliesvleugelige insecten van de familie Mieren (Formicidae).

## Soorten
- T. albicoxis Donisthorpe, 1945
- T. albipes

Witvoetmier (Smith, F., 1861)
- T. andrei Emery, 1899
- T. antennus Zhou, 2001
- T. anterops Fisher & Bolton, 2007
- T. antonii Forel, 1902
- T. arnoldinus Forel, 1913
- T. australops Bolton, 2007
- T. bicolor Emery, 1893
- T. briani Sharaf, 2009
- T. brunneus Forel, 1895
- T. butteli Forel, 1913
- T. camerunensis Emery, 1899
- T. cedarensis Forel, 1915
- T. certus Bolton, 2007
- T. convexifrons Karavaiev, 1926
- T. curiosus Fisher & Bolton, 2007
- T. cheesmanae Donisthorpe, 1945
- T. difficilis Forel, 1892
- T. docens Fisher & Bolton, 2007
- T. dubius Bolton, 2007
- T. elatior Forel, 1902
- T. fisheri Bolton, 2007
- T. fornax Bolton, 2007
- T. fulvus (Wheeler, W.M., 1934)
- T. furens Bolton, 2007
- T. gaudens Bolton, 2007
- T. gibbosus Wheeler, W.M., 1906
- T. gilvus Donisthorpe, 1941
- T. gorgona Fernández & Guerrero, 2008
- T. grandis Emery, 1887
- T. hades Bolton, 2007
- T. horni Forel, 1912
- T. horrens Bolton, 2007
- T. hostilis Bolton, 2007
- T. ilgi (Forel, 1910)
- T. impressus Bolton, 2007
- T. incisus (Mukerjee, 1930)
- T. indicus Bolton, 2007
- T. innocens Fisher & Bolton, 2007
- T. jocosus Forel, 1910
- T. kraepelini Forel, 1905
- T. lasiops Bolton, 2007
- T. laurenti (Emery, 1899)
- T. lisae Forel, 1913
- T. lujae (Forel, 1905)
- T. madecassus Forel, 1897
- T. mandibularis Bolton, 2007
- T. mayri Forel, 1891
- T. menozzii (Donisthorpe, 1936)
- T. metandrei Bolton, 2007
- T. mixtus Bolton, 2007
- T. modiglianii Emery, 1900
- T. moerens Santschi, 1913

- T. montaseri Sharaf, Collingwood & Aldawood, 2011
- T. myops Bolton, 2007
- T. nigriventris Santschi, 1910
- T. nitens Bolton, 2007
- T. obscurior Wheeler, W.M., 1928
- T. pallipes (Smith, F., 1876)
- T. parandrei Bolton, 2007
- T. parviflavus Bolton, 2007
- T. pilipes Emery, 1899
- T. pluto Bolton, 2007
- T. pratensis (Smith, F., 1860)
- T. prevaricus Bolton, 2007
- T. quadricolor (Wheeler, W.M., 1930)
- T. rector Bolton, 2007
- T. reductus Bolton, 2007
- T. rotundiceps Karavaiev, 1926
- T. rusticus Santschi, 1930
- T. schimmeri Viehmeyer, 1916
- T. schoedli Bolton, 2007
- T. schoutedeni Forel, 1910
- T. semiruber Emery, 1899
- T. senex Bolton, 2007
- T. setosus Collingwood, 1985
- T. shattucki Bolton, 2007
- T. sophiae Forel, 1902
- T. strenuus Mayr, 1872
- T. subgracilis Bolton, 2007
- T. sundaicus (Emery, 1900)
- T. sycorax Bolton, 2007
- T. tatius Bolton, 2007
- T. taylori (Santschi, 1930)
- T. textor Forel, 1909
- T. tonsuratus Bolton, 2007
- T. transiens Forel, 1913
- T. vapidus Bolton, 2007
- T. vexatus (Santschi, 1919)
- T. vitiensis

Witvoermier Mann, 1921
- T. voeltzkowi (Forel, 1907)
- T. wheeleri (Emery, 1913)
- T. yamanei Bolton, 2007
- T. zimmeri (Forel, 1911)